# Pseudagrion helenae
Pseudagrion helenae är en trollsländeart. Pseudagrion helenae ingår i släktet Pseudagrion och familjen dammflicksländor. IUCN kategoriserar arten globalt som livskraftig.

## Underarter
Arten delas in i följande underarter:
- P. h. helenae
- P. h. planiramum